# Alexandre I de Antioquia
Alexandre I de Antioquia foi um dos pretendentes ao cargo de bispo de Antioquia entre 408 e 418 ou 412 e 417, dependendo da fonte. Seus esforços de mediação levaram à restauração da comunhão entre os melecianos e os eustatianos, terminando o cisma meleciano em Antioquia.

## Vida e obras
Pouco se sabe sobre a vida de Alexandre. Antes de sua consagração como bispo, ele era conhecido por sua vida asceta, de auto-disciplina, pobreza e negação de si próprio. Ele também era conhecido por sua sabedoria e eloquência. Por seus esforços, a Igreja de Constantinopla restaurou o nome de João Crisóstomo aos dípticos da Igreja (veja controvérsia de João Crisóstomo).
Alexandre sucedeu a Porfírio como bispo de Antioquia pelo grupo meleciano. 
Em 415, por força de suas pregações, ele conseguiu reunir novamente os seguidores de Eustácio de Antioquia, de Paulino de Antioquia e de Evágrio de Antioquia de volta para a comunhão na Igreja de Antioquia. Num dia de celebração, ele conduziu tanto o clero quanto o povo numa grande procissão para uma assembleia às portas da grande igreja de Antioquia, lotando o fórum da cidade.